# یوهی تاکاسو
یوهی تاکاسو (ژاپنی: 高須 洋平؛ زادهٔ ۶ سپتامبر ۱۹۸۱) یک بازیکن فوتبال اهل ژاپن است.
از باشگاه‌هایی که در آن بازی کرده‌است می‌توان به باشگاه فوتبال میتو هولیهوک و باشگاه فوتبال تسپاکوستاسو گونما اشاره کرد.